# Sarah Reid (piloto de skeleton)
Sarah Reid (Calgary, 2 de junio de 1987) es una deportista canadiense que compitió en skeleton. Ganó dos medallas de bronce en el Campeonato Mundial de Skeleton de 2013.

## Palmarés internacional
| Campeonato Mundial | Campeonato Mundial   | Campeonato Mundial | Campeonato Mundial |
| Año                | Lugar                | Medalla            | Prueba             |
| ------------------ | -------------------- | ------------------ | ------------------ |
| 2013               | Sankt Moritz (Suiza) | Medalla de bronce  | Individual         |
| 2013               | Sankt Moritz (Suiza) | Medalla de bronce  | Equipo mixto       |